# Psaume 73 (72)

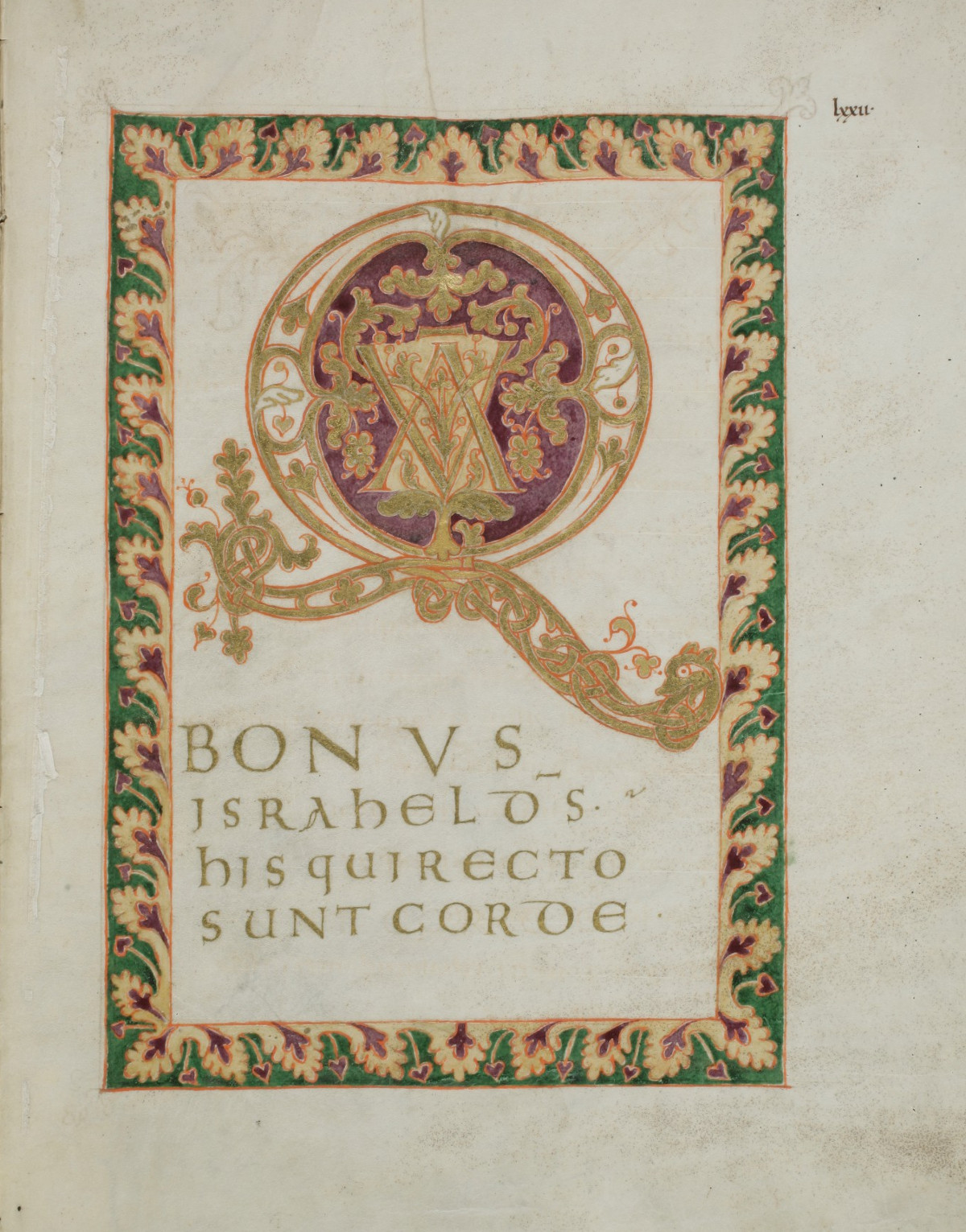
Enluminure du psaume 73 (72) issue du Codex Sangallensis 22, vers l'an 890.

Le psaume 73 (72 selon la numérotation grecque) est attribué à Asaph.

## Texte
| verset | original hébreu                       | traduction française de Louis Segond                                                                                                 | Vulgate latine |
| ------ | ------------------------------------- | --- | --- |
| 1      |                                       | Psaume d'Asaph. Oui, Dieu est bon pour Israël, pour ceux qui ont le cœur pur.                                                        | psalmus Asaph quam bonus Israhel Deus his qui recto sunt corde                                                                   |
| 2      |                                       | Toutefois, mon pied allait fléchir, mes pas étaient sur le point de glisser ;                                                        | mei autem paene moti sunt pedes paene effusi sunt gressus mei                                                                    |
| 3      | .כִּי-קִנֵּאתִי, בַּהוֹלְלִים; שְׁלוֹם רְשָׁעִים אֶרְאֶה   | car je portais envie aux insensés, en voyant le bonheur des méchants.                                                                | quia zelavi super iniquis pacem peccatorum videns                                                                                |
| 4      | .כִּי אֵין חַרְצֻבּוֹת לְמוֹתָם; וּבָרִיא אוּלָם      | Rien ne les tourmente jusqu’à leur mort, et leur corps est chargé d’embonpoint ;                                                     | quia non est respectus morti eorum et firmamentum in plaga eorum                                                                 |
| 5      | .בַּעֲמַל אֱנוֹשׁ אֵינֵמוֹ; וְעִם-אָדָם, לֹא יְנֻגָּעוּ   | ils n’ont aucune part aux souffrances humaines, ils ne sont point frappés comme le reste des hommes.                                 | in labore hominum non sunt et cum hominibus non flagellabuntur                                                                   |
| 6      | .לָכֵן, עֲנָקַתְמוֹ גַאֲוָה; יַעֲטָף-שִׁית, חָמָס לָמוֹ  | Aussi l’orgueil leur sert de collier, la violence est le vêtement qui les enveloppe ;                                                | ideo tenuit eos superbia operti sunt iniquitate et impietate sua                                                                 |
| 7      | .יָצָא, מֵחֵלֶב עֵינֵמוֹ; עָבְרוּ, מַשְׂכִּיּוֹת לֵבָב    | l’iniquité sort de leurs entrailles, les pensées de leur cœur se font jour.                                                          | prodiet quasi ex adipe iniquitas eorum transierunt in affectum cordis                                                            |
| 8      | .יָמִיקוּ, וִידַבְּרוּ בְרָע עֹשֶׁק; מִמָּרוֹם יְדַבֵּרוּ   | Ils raillent, et parlent méchamment d’opprimer ; ils profèrent des discours hautains,                                                | cogitaverunt et locuti sunt in nequitia iniquitatem in excelso locuti sunt                                                       |
| 9      | .שַׁתּוּ בַשָּׁמַיִם פִּיהֶם; וּלְשׁוֹנָם, תִּהֲלַךְ בָּאָרֶץ    | ils élèvent leur bouche jusqu’aux cieux, et leur langue se promène sur la terre.                                                     | posuerunt in caelum os suum et lingua eorum transivit in terra                                                                   |
| 10     |                                       | Voilà pourquoi son peuple se tourne de leur côté, il avale l’eau abondamment,                                                        | ideo convertetur populus meus hic et dies pleni invenientur in eis                                                               |
| 11     | .וְאָמְרוּ, אֵיכָה יָדַע-אֵל; וְיֵשׁ דֵּעָה בְעֶלְיוֹן   | et il dit : Comment Dieu saurait-il, comment le Très-Haut connaîtrait-il ?                                                           | et dixerunt quomodo scit Deus et si est scientia in Excelso                                                                      |
| 12     | .הִנֵּה-אֵלֶּה רְשָׁעִים; וְשַׁלְוֵי עוֹלָם, הִשְׂגּוּ-חָיִל  | Ainsi sont les méchants : Toujours heureux, ils accroissent leurs richesses.                                                         | ecce ipsi peccatores et abundantes in saeculo obtinuerunt divitias                                                               |
| 13     | .אַךְ-רִיק, זִכִּיתִי לְבָבִי; וָאֶרְחַץ בְּנִקָּיוֹן כַּפָּי | C’est donc en vain que j’ai purifié mon cœur, et que j’ai lavé mes mains dans l’innocence :                                          | (et dixi) ergo sine causa iustificavi cor meum et lavi inter innocentes manus meas                                               |
| 14     | .וָאֱהִי נָגוּעַ, כָּל-הַיּוֹם; וְתוֹכַחְתִּי, לַבְּקָרִים  | Chaque jour je suis frappé, tous les matins mon châtiment est là.                                                                    | et fui flagellatus tota die et castigatio mea in matutino                                                                        |
| 15     |                                       | Si je disais : Je veux parler comme eux, voici, je trahirais la race de tes enfants.                                                 | si dicebam narrabo sic ecce nationem filiorum tuorum reprobavi                                                                   |
| 16     |                                       | Quand j’ai réfléchi là-dessus pour m’éclairer, la difficulté fut grande à mes yeux,                                                  | et existimabam cognoscere hoc labor est ante me                                                                                  |
| 17     |                                       | jusqu’à ce que j’eusse pénétré dans les sanctuaires de Dieu, et que j’eusse pris garde au sort final des méchants.                   | donec intrem in sanctuarium Dei intellegam in novissimis eorum                                                                   |
| 18     |                                       | Oui, tu les places sur des voies glissantes, tu les fais tomber et les mets en ruines.                                               | verumtamen propter dolos posuisti eis deiecisti eos dum adlevarentur                                                             |
| 19     | .אֵיךְ הָיוּ לְשַׁמָּה כְרָגַע; סָפוּ תַמּוּ, מִן-בַּלָּהוֹת | Eh quoi ! en un instant les voilà détruits ! Ils sont enlevés, anéantis par une fin soudaine !                                       | quomodo facti sunt in desolationem subito defecerunt perierunt propter iniquitatem suam                                          |
| 20     | .כַּחֲלוֹם מֵהָקִיץ-- אֲדֹנָי, בָּעִיר צַלְמָם תִּבְזֶה   | Comme un songe au réveil, Seigneur, à ton réveil, tu repousses leur image.                                                           | velut somnium surgentium Domine in civitate tua imaginem ipsorum ad nihilum rediges                                              |
| 21     | .כִּי, יִתְחַמֵּץ לְבָבִי; וְכִלְיוֹתַי, אֶשְׁתּוֹנָן      | Lorsque mon cœur s’aigrissait, et que je me sentais percé dans les entrailles,                                                       | quia inflammatum est cor meum et renes mei commutati sunt                                                                        |
| 22     | .וַאֲנִי-בַעַר, וְלֹא אֵדָע; בְּהֵמוֹת, הָיִיתִי עִמָּךְ  | j’étais stupide et sans intelligence, j’étais à ton égard comme les bêtes.                                                           | et ego ad nihilum redactus sum et nescivi                                                                                        |
| 23     | .וַאֲנִי תָמִיד עִמָּךְ; אָחַזְתָּ, בְּיַד-יְמִינִי       | Cependant je suis toujours avec toi, tu m’as saisi la main droite ;                                                                  | ut iumentum factus sum apud te et ego semper tecum                                                                               |
| 24     | .בַּעֲצָתְךָ תַנְחֵנִי; וְאַחַר, כָּבוֹד תִּקָּחֵנִי        | tu me conduiras par ton conseil, puis tu me recevras dans la gloire.                                                                 | tenuisti manum dexteram meam et in voluntate tua deduxisti me et cum gloria suscepisti me                                        |
| 25     | .מִי-לִי בַשָּׁמָיִם; וְעִמְּךָ, לֹא-חָפַצְתִּי בָאָרֶץ     | Quel autre ai-je au ciel que toi ! Et sur la terre je ne prends plaisir qu’en toi.                                                   | quid enim mihi est in caelo et a te quid volui super terram                                                                      |
| 26     |                                       | Ma chair et mon cœur peuvent se consumer : Dieu sera toujours le rocher de mon cœur et mon partage.                                  | defecit caro mea et cor meum Deus cordis mei et pars mea Deus in aeternum                                                        |
| 27     |                                       | Car voici, ceux qui s’éloignent de toi périssent ; tu anéantis tous ceux qui te sont infidèles.                                      | quia ecce qui elongant se a te peribunt perdidisti omnem qui fornicatur abs te                                                   |
| 28     |                                       | Pour moi, m’approcher de Dieu, c’est mon bien : Je place mon refuge dans le Seigneur, l’Éternel, afin de raconter toutes tes œuvres. | mihi autem adherere Deo bonum est ponere in Domino Deo spem meam ut adnuntiem omnes praedicationes tuas (in portis filiae Sion). |